# Неткані матеріали
Неткані матеріали — текстильні матеріали з волокон, ниток або синтетичних плівок, виготовлені без використання традиційних методів прядіння, ткацтва та в’язання.
Сфери використання таких матеріалів різні: одяг, взуття, геотекстиль, медичні вироби, агропокриття, пакування, фільтрувальні засоби тощо.

## Сировина та виготовлення
Сировиною для виробництва нетканих матеріалів є натуральні волокна (рослинного та тваринного походження), штучні (віскозні й ацетатцелюлозні), синтетичні (поліолефінові, поліамідні, поліефірні, поліакрилонітрильні тощо), волокнисті відходи, а також волокна, отримані шляхом вторинної переробки текстильних матеріалів. 
Зазвичай (за винятком фільєрного методу одержання) штучні та синтетичні волокна використовують у вигляді волокон обмеженої довжини (до 50–60 мм), а отримують шляхом розрізання (штапелювання) неперервного пучка волокон на спеціальних агрегатах. 
Основні технологічні операції отримання нетканих матеріалів: 
1. попередня підготовка волокнистої сировини;
2. формування волокнистого полотна;
3. скріплення волокнистого полотна;
4. опоряджувал. операції.

Технології виробництва таких матеріалів за методом скріплення розділяють на три групи: механічний, фізично-хімічний і комбінований.

## Види
Основними видами нетканих матеріалів є: в'язально-прошивні, ниткопрошивні, голкопробивні, валяльно-повстяні та клеєні.
- У в'язально-прошивних матеріалах волокна (у ниткопрошивних — нитки) з'єднують, прошиваючи їх нитками або пряжею.
- Волокна голкопробивних матеріалів переплутують між собою, багаторазово пробиваючи (прошиваючи) їх шар зазубленими голками.
- Валяльно-повстяні матеріали одержують звалюванням вовняних волокон у процесі механічної чи теплової обробки у вологому середовищі.
- Волокна та нитки клеєних матеріалів з'єднують клеями або термопластичними матеріалами під тиском за високої температури. Використовують також ультразвукове зварювання.

З нетканих матеріалів різних видів виготовляють елементи білизни, верхнього одягу, а також килими, ковдри, пакувальні матеріали, утеплювальні прокладки для взуття й одягу, вони є основою у виробництві штучної шкіри (замші) тощо. Технологія виготовлення нетканих матеріалів значно продуктивніша, ніж тканих.